# دیتر ویسلیتسنی
دیتر ویسلیتسنی (زاده ۱۳ ژانویه ۱۹۱۱ ، مرگ ۴ می ۱۹۴۸) یک افسر آلمانی در دوره رایش سوم و دستیار آدولف آیشمان بود.وی در ۴ می ۱۹۴۸ در براتیسلاوا اعدام شد.